# Реоенцефалографија
Реоенцефалографија (РЕГ) је неинвазивна, апсолутно безболна и прилично информатив дијагностичка метода за испитивање можданих (церебралних) крвних судова помоћу слабих електричних импулса. Како крв има највећу електричну проводљивост у поређењу са другим медијима у телу, РЕГ омогућава процену не само тонуса, еластичност и напуњеност крвних судова у глави, већ и стања унутрашњих можданих структура.
Ова прилично једноставна и апсолутно удобна процедура за пацијента, која даје детаљну слику унутарможданих крвних судова без обзира на њихову величину и може се користити у свим условима јер омогућава добијање диференцираних информација о стању вена и артерија.

## Опште информације
За РЕГ се користи електронски уређај који се зове реоенцефалограф, који се повезује са пацијентом преко електрода које су причвршћене за кожу на одређеним тачкама на глави, киоје омогућавају уређају да непрекидно мери електричну проводљивост ткивних структура које се налазе између електрода. 
РЕГ техника крвотока мозга заснива се на неинвазивној методи мерења биоимпедансе. Промене у биоимпеданси се генеришу запремином крви и протоком крви и региструју се помоћу реографског уређаја. Пулсативне промене биоимпедансе директно одражавају укупан проток крви у дубоким структурама мозга на основу високофреквентних мерења импедансе.
Метода се најчешће користи за препознавање атеросклерозе церебралних крвних судова и процену степена њене тежине. Студија даје важне податке за акутне трауматске повреде мозга, посебно за идентификацију субдуралног хематома, за мигрену, за праћење ефикасности лечења, објективизацију дејства лекова, посебно вазотропне природе, итд. 

## Метода
Уређаји за снимање реоенцефалограма - реографи - имају 2-6 или више канала и омогућавају истовремено  снимање реоенцефалограме (РЕГ) одговарајућег броја васкуларних подручја. РЕГ се снима наношењем електрода на површину главе. Обично се користе округле металне електроде пречника 5-30 мм (углавном 10-20 мм), причвршћене за главу гуменим тракама. Да би се побољшао контакт са кожом и смањила њена отпорност, користе се посебне пасте. 
Када се електроде наносе на носни мост и мастоидни наставак, углавном се бележи стање крвних судова унутрашње каротидне артерије одговарајуће стране главе.
За проучавање слива вертебралне артерије, оптимално је да се једна електрода постави на мастоидни наставак, а друга - у пределу форамена магнума. 
Информације о стању хемодинамике у спољашњој каротидној артерији добијају се преко електрода дуж темпоралне артерије, испред слушног канала и на спољној ивици суперцилијарног лука.
Приликом анализе РЕГ-ова узима се у обзир њихов облик и дигитални параметри се користе за објективну процену стања крвних судова. У овом случају се узимају у обзир карактеристике РЕГ-а, у зависности од старости пацијената. Током истраживања користе се посебни функционални тестови који омогућавају разликовање функционалних и органских промена. Најчешће коришћени тестови су нитроглицерин (у малим дозама, сублингвално), окретање главе и промене положаја тела. Акутне промене крвног притиска одражавају се на реоенцефалограму променама тонуса, па чак и нивоа пулсног крвотока, што се такође мора узети у обзир при анализи кривих.

### Полиреографија
Полиреографије (вишеканална реографија), проширујући дијагностичке могућности методе и омогућава  проучавање компензаторних и адаптивних механизама реакција у различитим акутним стањима.

## Индикације
Реоенцефалографија можданих крвних судова је индикована пацијентима са било којим обољењем повезаним са поремећајем церебралне циркулације или ако се сумња на:
- церебралну исхемију,
- пролазни исхемијски напад (ТИА)
- мигрену,
- епилепсију,
- мождани удар  и стања након можданог удара,
- хипертензивну кризу
- дисциркулаторну енцефалопатију
- дисеминовану атеросклерозу,
- церебралну атеросклерозу,
- оклузију или стенозу унутрашње каротидне артерије;
- цервикалну остеохондрозу.

## Контраиндикације
Уз сву сигурност и безболност РЕГ процедуре, није препоручљива код новорођенчади.
РЕГ испитивање церебралних крвних судова се не препоручује пацијентима са израженим повредама, микотичним лезијама, огреботинама и сл. на кожи главе (на местима примене електрода). У овом случају препоручљиво је извршити испитивање након што кожа зарасте. 
Присуство металних плоча у костима лобање такође се сматра контраиндикацијом за ову  методу.